# دائرة بني ورياغل
دائرة بني ورياغل هي إحدى دوائر إقليم الحسيمة، التابع لجهة طنجة تطوان الحسيمة، المملكة المغربية. تضم الدائرة 13 جماعات قروية، وبلغ عدد سكانها 95422 فرداً سنة 2004 حسب الإحصاء الرسمي للسكان والسكنى. يتبع للدائرة 35 مشيخة و149 دوار.

## تاريخ
في مايو 2018، قسمت دائرة بني ورياغل إلى قسمين، دائرة بني ورياغل الشرقية و دائرة بني ورياغل الغربية.

## التقسيمات الإداريّة
تعتبر دائرة بني ورياغل إحدى الدوائر المشكّلة لإقليم الحسيمة، وهو التقسيم الإداري من المستوى الرابع المعتمد في المغرب. ينقسم إقليم الحسيمة إلى 31 جماعات قروية تختلف من حيث السكان والمساحة، والتي بدورها تنقسم إلى مشيخات تضم عدداً من الدواوير.